# تشارلز بيندكت
تشارلز بيندكت (بالإنجليزية: Charles Benedict)‏ هو لاعب رماية أمريكي، ولد في 5 مايو 1867 في بلدة بارلو، مقاطعة واشنطن، أوهايو في الولايات المتحدة، وتوفي في 22 نوفمبر 1952 في غاليبوليس في الولايات المتحدة.

## وصلات خارجية
- تشارلز بيندكت على موقع أوليمبيديا (الإنجليزية)